# 华茜
华茜（1987年6月—），贵州万山人，侗族，无党派人士。中华人民共和国政治人物、第十三届全国人民代表大会贵州省代表。

## 生平
2018年，华茜被选为贵州省出席第十三届全国人民代表大会代表。